# Улица Мерянка
Улица Мерянка — улица на севере Москвы в районе Северный Северо-Восточного административного округа от Дмитровского шоссе.

## Происхождение названия
Ранее безымянный проезд получил название улица Мерянка в октябре 2016 года. Название связано с одноимённой рекой, дающей начало Долгим прудам и впадающей в Клязьминское водохранилище.

## Описание
Улица начинается от Дмитровского шоссе, проходит на запад вдоль поймы реки Мерянки, поворачивает на юг и выходит на улицу Академика Алиханова

Проходит по территории 9-го микрорайона района Северный.

## Здания и сооружения
Собственной нумерации зданий и сооружений улица не имеет. Все домовладения числятся по Дмитровскому шоссе.